# Ladislaus von Fraunberg-Haag

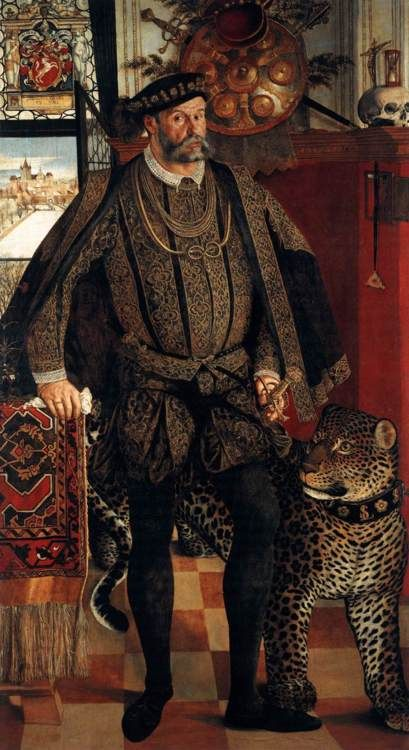
Hans Mielich: Ladislaus oder Laßla von Fraunberg, Graf zu Haag 1557

Ladislaus von Fraunberg-Haag (auch Laßla von Fraunberg, Graf zu Haag; * um 1505 in Haag in Oberbayern; † 31. August 1566 ebenda) war der letzte Graf von Haag aus dem Geschlecht der Fraunberger.

## Leben
Ladislaus war der Sohn von Leonard II. von Fraunberg, Graf zu Haag (gest. 1511) und der Amalia von Leuchtenberg (1469–1538). Seine Linie wurde im Jahr 1509 zu erblichen Reichsgrafen mit Sitz und Stimme auf den Reichstagen erhoben. Ladislaus erbte 1519 mit seinem Bruder Leonhard die Grafschaft Haag von seinem Onkel Wolf von Fraunberg-Haag. Ladislaus war Hauptmann der Truppen Kaiser Karls V. im Krieg gegen König Franz I. von Frankreich und lief nach seiner vorübergehenden Gefangennahme  vor der Schlacht bei Pavia (1525) und der Weigerung des Kaisers, Lösegeld zu zahlen, ins gegnerische Lager über. Er blieb bis 1529 in französischen Diensten. In der Folge wurde über Ladislaus von Kaiser Karl V. die Reichsacht verhängt. Sein Teil der Grafschaft Haag war zeitweise von bayerischen Truppen im Auftrag des Kaisers besetzt. Ladislaus hielt sich in dieser Phase beim zweiten Mann seiner Mutter, Werner von Zimmern auf. 1531 wurde er nach einer Zahlung von 6000 Gulden begnadigt und war nach dem Tod seines Bruders Leonhard alleiniger Herrscher der reichsunmittelbaren Grafschaft. 1536 bis 1538 war Ladislaus wieder in Italien und der Provence als Soldat in kaiserlichen Diensten, ebenso während des Schmalkaldischen Kriegs 1547.
1540 heiratete er Maria Salome, Prinzessin von Baden-Durlach, Tochter des Markgrafen Ernst, die der evangelischen Konfession anhing. 1541 erhielt Ladislaus das Münzrecht. Die Haager Silbermünzen mit ihren Renaissance-Bildern sind heute wertvolle Sammlermünzen. Nach dem Tod Maria Salomes 1549 hatte Ladislaus in Italien 1555 Emilie de Piis e Carpi, die Nichte von Herzog Ercole d’Este, geheiratet. Kurz nach der Hochzeit wurde jedoch seine Frau unter einem Vorwand in ein Kloster verbracht und Ladislaus’ Schwiegermutter hatte versucht, Ladislaus ermorden zu lassen, um an die Mitgift zu kommen. Ladislaus musste letztlich ohne seine Frau nach Haag zurückkehren.
Graf Ladislaus führte in seiner Grafschaft in den 1550er Jahren die Reformation ein. Ab 1555 bestand in Haag Religionsfreiheit, Ladislaus konvertierte zwei Jahre später. Daraufhin kam es zur Auseinandersetzung mit Albrecht V. Dem bayerischen Herzog war Ladislaus mit seiner reichsfreien reformierten Grafschaft inmitten des Herzogtums Bayern ein Dorn im Auge. Er ließ den Grafen 1557 in Altötting unter einem Vorwand gefangensetzen und erpresste ein hohes Lösegeld. Wieder in Freiheit, ließ sich Ladislaus im Winter 1557 von dem Münchner Maler Hans Mielich malen. Das Bild zeigt Ladislaus in kostbarer spanischer Tracht mit der Hand am Degen, ein Zeichen seiner Wehrhaftigkeit. Der Leopard an seiner Seite war ein Geschenk der Herzöge d’Este und sollte als exotisches Attribut Auserlesenheit und Reichtum symbolisieren.
Da es Ladislaus nicht gelang, die Ehe mit Emilie de Piis e Carpi für ungültig erklären zu lassen, lebte er in der Folge ohne Heirat mit Margaretha von Trenbach zusammen, mit der er eine uneheliche Tochter names Maria Salome hatte. So starb er 1566 ohne legitimen Erben.  Nach seinem Tod fiel die Grafschaft Haag an seinen Erzrivalen, Herzog Albrecht V. von Bayern. Seine Grablege ist in Kirchdorf im Haager Land.
Die Reichsgrafschaft wurde in der Folge durch Kaiser Maximilian II. dauerhaft an die Herzöge von Bayern vergeben, welche dort die Reformation rückgängig machten. Haag blieb bis 1804 eine wenngleich bayrisch dominierte „freie, den bayrischen Kurlanden nicht eingegliederte Reichsgrafschaft“.